# Revillo
Revillo est une municipalité américaine située dans le comté de Grant, dans l'État du Dakota du Sud.
La localité doit probablement son nom à J. S. Oliver, un employé d'une compagnie de chemin de fer : « Revillo » est « Oliver » à l'envers, auquel on a ajouté un « l ».

## Démographie
| 1900 | 1910 | 1920 | 1930 | 1940 | 1950 |
| ---- | ---- | ---- | ---- | ---- | ---- |
| 187  | 332  | 338  | 274  | 325  | 249  |

| 1960 | 1970 | 1980 | 1990 | 2000 | 2010 |
| ---- | ---- | ---- | ---- | ---- | ---- |
| 202  | 142  | 158  | 152  | 147  | 119  |

Selon le recensement de 2010, Revillo compte 119 habitants. La municipalité s'étend sur 0,17 milles carrés (0,44 km2).